# Carl Seyfert
Carl Keenan Seyfert (ur. 11 lutego 1911 w Cleveland, Ohio, zm. 13 czerwca 1960 w Nashville) – amerykański astronom.

## Życiorys
Był synem aptekarza z Cleveland w stanie Ohio. Studiował na Harvardzie, a następnie pracował w Obserwatorium McDonald w Teksasie (lata 1936-1940) i Mount Wilson w Kalifornii (1940-1942). To tam pierwszy zidentyfikował klasę galaktyk o niezwykle jasnych jądrach, które później zostały nazwane jego nazwiskiem (galaktyki Seyferta). W szczególności w niezwykle znaczącej pracy opublikowanej w 1943 analizował szczegółowo następujące obiekty: NGC 1068, NGC 1275, NGC 3516, NGC 4051, NGC 4151 oraz NGC 7469. Od 1946 pracował w Vanderbilt University w Nashville. W 1951 roku odkrył grupę galaktyk nazwaną Sekstetem Seyferta. Został dyrektorem wybudowanego w 1953 Arthur J. Dyer Observatory, do którego powstania się przyczynił. Funkcję tę pełnił aż do śmierci. Zginął w wypadku samochodowym w 1960.
Był członkiem kilku stowarzyszeń naukowych, m.in. American Astronomical Society i brytyjskiego Royal Astronomical Society.
Na jego cześć nazwano krater na Księżycu.